# 阿尔弗雷德·冯·施里芬
阿尔弗雷德·冯·施里芬伯爵（德語：Alfred Graf von Schlieffen，1833年2月28日—1913年1月4日）德国陆军元帅，德国卓越的天才战略家。

## 生平
1833年生于柏林，施里芬家族是普鲁士一个古老的贵族家族，父亲马格努斯·冯·施里芬是普鲁士陆军少校。1854年参加陆军。1886年晋升少将。1888年12月4日晋升中将，任德国总参谋部军需总监。1891年，施利芬取代了阿尔弗雷德·冯·瓦德西伯爵成为德军总参谋长，直至其于1906年1月1日退役。1911年晋升陆军元帅。
1905年，他提出了著名的“施里芬计划”。
| 前任： 阿尔弗雷德·冯·瓦德西 | 德国大总参谋部总参谋长 1891年2月7日 - 1906年1月1日 | 继任： 赫尔穆特·约翰内斯·路德维希·冯·毛奇 |